# Короли фанеры
«Короли фанеры» — музыкальное телевизионное шоу, российская версия мирового телехита «Lip Sync Battle», выходившая на Первом канале. Ведущие — Павел Прилучный и Яна Кошкина. Последний выпуск шоу состоялся 23 декабря 2017, в январе 2018 проект закрыли из-за низких рейтингов.

## Формат передачи
«Короли фанеры» — это музыкальное шоу формата «антикараоке», в котором звёзды шоу-бизнеса, спорта и кино соревнуются друг с другом, исполняя известные музыкальные произведения под фонограмму. Шоу данного формата успешно выходит в более чем 30 странах мира, а участие в нём принимают в том числе звёзды первой величины. Продюсер Яна Чурикова надеется, что данный формат понравится российскому зрителю, несмотря на то, что не все звёзды охотно соглашаются на участие.
В каждом выпуске есть два участника, которые принимают участие в трёх конкурсных раундах. В первом раунде каждый из участников исполняет одну песню без декораций и костюмов, используя только собственные актёрские навыки.
Второй раунд в российской версии получил название «Глухарь на Первом». Для второго раунда каждый участник вызывает себе на помощь «секунданта», своего звёздного друга, который должен с помощью пантомимы и движения губ показать пять песен, а участник, на голову которого в этот момент надеты наушники с белым шумом, должен отгадать песню или исполнителя.
Третий раунд «СуперМегаШоу» также представляет собой музыкальный номер, но в отличие от первого раунда, активно используются декорации, подтанцовка, грим и костюмы. По окончании трёх раундов победитель определяется реакцией публики в зале с помощью шумомера в руках ведущего. Победитель получает золотой чемпионский пояс «Короля Фанеры» из рук соведущей — молодой актрисы Яны Кошкиной.

## Список выпусков
1. Выпуск от 16.09.2017. Участники: Николай Фоменко и Леонид Ярмольник. Секунданты: Валерий Сюткин и Валдис Пельш.
2. Выпуск от 23.09.2017. Участники: Анастасия Волочкова и Братья Сафроновы. Секунданты: Сосо Павлиашвили и Аскольд Запашный.
3. Выпуск от 30.09.2017. Участники: Александр Ревва и Елена Борщёва. Секунданты: Тимур Родригез и Полина Сибагатуллина.
4. Выпуск от 07.10.2017. Участники: Дмитрий Дюжев и Дмитрий Харатьян. Секунданты: Яна Чурикова и Сергей Крылов.
5. Выпуск от 21.10.2017. Участники: Ирина Медведева и Наталия Медведева. Секунданты: Эдуард Радзюкевич и Роман Юнусов.
6. Выпуск от 28.10.2017. Участники: Эвелина Блёданс и Сергей Глушко. Секунданты: Денис Клявер и Анна Седокова.
7. Выпуск от 04.11.2017. Участники: Аделина Сотникова и Тимур Родригез. Секунданты: Анна Семенович и Александр Ревва.
8. Выпуск от 11.11.2017. Участники: Иосиф Пригожин и Гоша Куценко. Секунданты: Валерия и Анатолий Руденко.
9. Выпуск от 02.12.2017. Участники: Андрей Григорьев-Аполлонов и Катерина Шпица. Секунданты: Александра Савельева и Анна Цуканова-Котт.
10. Выпуск от 09.12.2017. Участники: Анна Семенович и Светлана Кузнецова. Секунданты: Максим Траньков и Анастасия Мыскина.
11. Выпуск от 16.12.2017. Участники: Наташа Королёва и Стас Костюшкин. Секунданты: Сергей Глушко и Сергей Зверев.
12. Выпуск от 23.12.2017. Участники: Агата Муцениеце и Игорь Жижикин. Секунданты: Аглая Шиловская и Павел Делонг.